# Мазанское сельское поселение
Мазанское се́льское поселе́ние (укр. Мазанське сільське поселення, крымскотат. Мазанка кой юрту) — муниципальное образование в составе Симферопольского района Республики Крым России.

## География
Поселение расположено на востоке района, в пределах Внешней гряды Крымских гор, в долине реки Бештерек. Граничит на востоке с Белогорским районом, с севера, против часовой стрелки, с Донским, Трудовским и Добровским сельскими поселениями.
Площадь поселения 49,92 км².
Основная транспортная магистраль: автодорога 35Н-545 от шоссе Симферополь — Феодосия (по украинской классификации — автодорога С-0-11352).

## Население
| 2001  | 2014  | 2015  | 2016  | 2017  | 2018  | 2019  |
| ----- | ----- | ----- | ----- | ----- | ----- | ----- |
| 3969  | ↘3804 | ↗3817 | ↗3862 | ↗3892 | ↗3940 | ↗3949 |
| 2020  | 2021  |       |       |       |       |       |
| ↘3934 | ↘3840 |       |       |       |       |       |

## Состав
В состав поселения входят 5 сёл:
| № | Населённый пункт | Тип населённого пункта | Население на 2014 год |
| - | ---------------- | ---------------------- | --------------------- |
| 1 | Мазанка          | село, центр            | ↘2564                 |
| 2 | Красновка        | село                   | ↘608                  |
| 3 | Лесноселье       | село                   | ↘480                  |
| 4 | Опушки           | село                   | ↘86                   |
| 5 | Соловьёвка       | село                   | ↘66                   |

## История
Судя по доступным источникам, в начале 1920-х годов (видимо, постановлением Крымревкома от 8 января 1921 года № 206 «Об изменении административных границ») был образован Мазанский сельский совет и на момент всесоюзной переписи населения 1926 года включал 12 сёл с населением 3102 человеак:
Кроме того, в совете числились хутор Воювул с 11 жителями, артель Красный Источник с 44, шоссейная будка Бештерекская на 13-м километре Симферопольско — Феодосийского шоссе с 7 и 2 лесных казармы с 11 жителями.
После создания 22 февраля 1937 года Зуйского района сельсовет отнесли в его состав.
С 25 июня 1946 года сельсовет в составе Крымской области РСФСР, а 26 апреля 1954 года Крымская область была передана из состава РСФСР в состав УССР. Решением Крымоблисполкома от 24 сентября 1959 года ликвидирован Зуйский район и сельсовет передан в состав Симферопольского района.
На 15 июня 1960 года в составе совета числились сёла:

| - Красновка - Лесноселье - Мазанка | - Опушки - Соловьёвка - Спиридо́новка |

Из состава 1926 года Пантелеевку включили в состав Мазанки, Денисовку, Ивановку, Лазаревку и Новоивановку передали в другие сельсоветы, остальные сёла были в разное время ликвидированы. Указом Президиума Верховного Совета УССР «Об укрупнении сельских районов Крымской области», от 30 декабря 1962 года Симферопольский район был упразднён и сельсовет присоединили к Белогорскому. 1 января 1965 года, указом Президиума ВС УССР «О внесении изменений в административное районирование УССР — по Крымской области», вновь включили в состав Симферопольского. В период с 1968 года по 1977 год в состав Мазанки включили Спиридоновку.
С 21 марта 2014 года в составе Крыма аннексировано Россией. Законом «Об установлении границ муниципальных образований и статусе муниципальных образований в Республике Крым» от 4 июня 2014 года территория административной единицы была объявлена муниципальным образованием со статусом сельского поселения.